# Бильбао, Пельо
Пельо Бильбао Лопес де Арментия (исп. Pello Bilbao López de Armentia; род. 25 февраля 1990 в Гернике, Страна Басков, Испания) — испанский профессиональный шоссейный велогонщик баскского происхождения, выступающий с 2020 года за команду Мирового тура «Bahrain Victorious».

## Карьера
В октябре 2016 года «Astana Pro Team» подписала контракт с Пейо Бильбао из команды «Caja Rural — Seguros RGA».
.
В апреле 2018 года выиграл первый же этап многодневной гонки «Тур Альп. В июне 2018 стал победителем шестого этапа многодневной велогонки Мирового тура "Критериум Дофине" .
В феврале 2019 года победил на первом этапе испанской двухдневной велогонки "Вуэльта Мурсии" . А 17 мая выиграл свой первый этап на Гранд Туре, победив на 7 этапе Джиро д'Италия . А затем выиграл и 20-й этап .

## Достижения
2011
2-й Тур Вандеи
2014
1-й Классика Примавера
3-й Кольцо Гечо
2015
1-й  Тур де Бос
Вуэльта Кастилии и Леона
1-й  Очковая классификация
1-й — Этап 1
1-й  Горная классификация Вуэльта Андалусии
1-й — Этап 6 Тур Турции
2016
1-й — Этап 2 Тур Турции
2-й Вуэльта Кастилии и Леона
2017
10-й Тур Швейцарии
2018
1-й — Этап 6 Критериум Дофине
1-й — Этап 1 Тур Альп
6-й Джиро д'Италия
8-й Тур Страны Басков
2019
1-й на этапах 7 и 20 Джиро д’Италия
3-й Вуэльта Мурсии
1-й на этапе 1
3-й Вуэльта Валенсии
4-й Вуэльта Андалусии

## Статистика выступлений

### Гранд-туры
| Гонка           | 2014 | 2015 | 2016 | 2017 | 2018 | 2019 |
| --------------- | ---- | ---- | ---- | ---- | ---- | ---- |
| Джиро д'Италия  | —    | —    | —    | 66   | 6    | 31   |
| Тур де Франс    | —    | —    | —    | —    | —    | —    |
| Вуэльта Испании | 60   | 97   | 78   | 23   | —    | —    |

| — | Не участвовал |